# Carlton in Lindrick
Carlton in Lindrick – wieś w Anglii, w hrabstwie Nottinghamshire, w dystrykcie Bassetlaw. Leży 46 km na północ od miasta Nottingham i 217 km na północ od Londynu. Miejscowość liczy 5818 mieszkańców.